# T.J. Oshie
Timothy Leif "T.J." Oshie, född 23 december 1986, är en amerikansk före detta professionell ishockeyspelare. Han draftades av St. Louis Blues i första rundan vid NHL Entry Draft 2005 som 24:e totalt. Han spelade sju säsonger för Blues innan han trejdades till Washington Capitals 2015. Oshie vann Stanley Cup med Capitals 2018.

## Spelarkarriär
Oshie draftades som 24:e spelare totalt av St. Louis Blues vid NHL Entry Draft 2005.
2 juli 2015 byttes Oshie bort av St. Louis Blues till Washington Capitals mot Troy Brouwer, Pheonix Copley och ett draftval i tredje rundan av 2016 års NHL-draft.
2018 vann Oshie Stanley Cup med Washington Capitals sedan laget besegrat Vegas Golden Knights i finalserien med sammanlagt 4-1 i matcher.
9 juni 2025 annonserade Oshie sitt avslut från hockeyn efter att ha missat hela säsongen 2024–25 på grund av de långvariga effekterna av hans skador.

## Statistik

### Klubbkarriär
| 2004–05    | Sioux Falls Stampede        | USHL       | 11   | 3   | 2   | 5   | 6   | —   | —  | —  | —  | —  |
| 2005–06    | North Dakota Fighting Sioux | NCAA       | 43   | 24  | 21  | 45  | 33  | —   | —  | —  | —  | —  |
| 2006–07    | North Dakota Fighting Sioux | NCAA       | 43   | 17  | 35  | 52  | 30  | —   | —  | —  | —  | —  |
| 2007–08    | North Dakota Fighting Sioux | NCAA       | 42   | 18  | 27  | 45  | 57  | —   | —  | —  | —  | —  |
| 2008–09    | St. Louis Blues             | NHL        | 57   | 14  | 25  | 39  | 28  | 4   | 0  | 0  | 0  | 2  |
| 2009–10    | St. Louis Blues             | NHL        | 76   | 18  | 30  | 48  | 36  | —   | —  | —  | —  | —  |
| 2010–11    | St. Louis Blues             | NHL        | 49   | 12  | 22  | 34  | 15  | —   | —  | —  | —  | —  |
| 2011–12    | St. Louis Blues             | NHL        | 80   | 19  | 35  | 54  | 50  | 9   | 0  | 3  | 3  | 6  |
| 2012–13    | St. Louis Blues             | NHL        | 30   | 7   | 13  | 20  | 15  | 6   | 2  | 0  | 2  | 2  |
| 2013–14    | St. Louis Blues             | NHL        | 79   | 21  | 39  | 60  | 42  | 5   | 2  | 0  | 2  | 2  |
| 2014–15    | St. Louis Blues             | NHL        | 72   | 19  | 36  | 55  | 51  | 6   | 1  | 1  | 2  | 0  |
| 2015–16    | Washington Capitals         | NHL        | 80   | 26  | 25  | 51  | 34  | 12  | 6  | 4  | 10 | 11 |
| 2016–17    | Washington Capitals         | NHL        | 68   | 33  | 23  | 56  | 36  | 13  | 4  | 8  | 12 | 4  |
| 2017–18    | Washington Capitals         | NHL        | 74   | 18  | 29  | 47  | 31  | 24  | 8  | 13 | 21 | 31 |
| 2018–19    | Washington Capitals         | NHL        | 69   | 25  | 29  | 54  | 36  | 4   | 1  | 1  | 2  | 4  |
| 2019–20    | Washington Capitals         | NHL        | 69   | 26  | 23  | 49  | 26  | 8   | 3  | 0  | 3  | 13 |
| 2020–21    | Washington Capitals         | NHL        | 53   | 22  | 21  | 43  | 18  | 5   | 1  | 3  | 4  | 0  |
| 2021–22    | Washington Capitals         | NHL        | 44   | 11  | 14  | 25  | 18  | 6   | 6  | 1  | 7  | 0  |
| 2022–23    | Washington Capitals         | NHL        | 58   | 19  | 16  | 35  | 59  | —   | —  | —  | —  | —  |
| 2023–24    | Washington Capitals         | NHL        | 52   | 12  | 13  | 25  | 44  | 4   | 0  | 1  | 1  | 4  |
| NHL totalt | NHL totalt                  | NHL totalt | 1010 | 302 | 393 | 695 | 541 | 106 | 34 | 35 | 69 | 79 |

### Internationellt
| År            | Lag           | Turnering     | Resultat      |    | Matcher | Mål | Assist | Poäng | Utv |
| ------------- | ------------- | ------------- | ------------- | -- | ------- | --- | ------ | ----- | --- |
| 2006          | USA           | JVM           | 4:a           | 7  | 1       | 0   | 1      | 10    |     |
| 2009          | USA           | VM            | 4:a           | 9  | 1       | 2   | 3      | 2     |     |
| 2010          | USA           | VM            | 13:e          | 6  | 4       | 2   | 6      | 2     |     |
| 2013          | USA           | VM            | 3             | 4  | 1       | 0   | 1      | 2     |     |
| 2014          | USA           | OS            | 4:a           | 3  | 1       | 3   | 4      | 2     |     |
| 2016          | USA           | WCH           | 7:a           | 3  | 1       | 0   | 1      | 0     |     |
| Junior totalt | Junior totalt | Junior totalt | Junior totalt | 7  | 1       | 0   | 1      | 10    |     |
| Senior totalt | Senior totalt | Senior totalt | Senior totalt | 25 | 8       | 7   | 15     | 8     |     |